# Fin de partie (Oper)
Fin de partie: scènes et monologues, opéra en un acte ist eine Oper in einem Akt von György Kurtág (Musik und Libretto) nach Samuel Becketts Drama Endspiel. Sie wurde am 15. November 2018 im Teatro alla Scala in Mailand uraufgeführt.

## Handlung
Vier Personen, die alle auf unterschiedliche Weise körperlich eingeschränkt sind, leben eingeschlossen in einem leeren dunklen Raum. Hamm ist blind und auf einen Rollstuhl angewiesen. Sein Diener Clov andererseits kann nicht mehr sitzen. Hamms betagte Eltern Nagg und Nell haben ihre Beine verloren und leben in Mülltonnen. Das Zusammenleben ist schwierig: Hamm kann das Geplapper seiner Eltern nicht ertragen, und Nell verabscheut Nagg. Clov kümmert sich auf sarkastische Weise um die anderen. Alle warten nur noch auf ein Ende dieser bedrückenden Situation. Nell stirbt. Hamm entlässt Clov aus seinen Diensten und zieht sich unter einem Laken von der Welt zurück.
Die Oper ist in die folgenden Szenen unterteilt:
1. Prolog I. Es ist vollkommen dunkel.
Prolog II – „Roundelay“ (‚Rundgesang‘). Nell singt Becketts Gedicht „on all that strand at end of day“, eine Erinnerung an Fußstapfen als einziges Geräusch an einem Strand.
2. Clovs Pantomime. Clov und Hamm erscheinen. Clov hat Probleme mit seinen Beinen und macht unbeholfene repetitive Bewegungen wie diejenigen seiner üblichen häuslichen Tätigkeiten. Gelegentlich lacht er nervös.
3. Clovs erster Monolog. Clov stellt fest oder hofft, dass diese unerträgliche Lage bald vorbei ist.
4. Hamms erster Monolog. Hamm denkt ebenfalls über sein Elend nach. Er überlegt, ob seine Eltern genauso stark unter der Situation leiden wie er selbst. Trotz seiner Erschöpfung fühlt er sich nicht in der Lage, dem Ganzen ein Ende zu bereiten.
5. „Poubelle“ (‚Mülltonne‘). Nagg klopft an den Deckel der anderen Mülltonne, bis Nell herausschaut. Er fordert sie auf, ihn zu küssen, doch der Versuch scheitert wie jeden Tag. Beide leiden unter ihren körperlichen Gebrechen. Nell hat keine Zähne mehr, und beide können kaum noch etwas sehen oder hören. Sie erinnern sich kurz an ihren Fahrradunfall in den Ardennen, bei dem sie ihre Beine verloren, und an eine Bootsfahrt auf dem Comer See. Nur darüber können sie noch etwas lachen. Hamm fühlt sich vom Geschwätz der beiden gestört und fordert Clov auf, die Mülltonnen mitsamt seinen Eltern ins Meer zu werfen. Als der Diener zu den Mülltonnen geht, stellt er fest, dass Nell keinen Puls mehr hat. Sie murmelt nur noch die Worte „so weiß“.
Lied: „Le monde et le pantalon“ (‚Die Welt und die Hosen‘). Nagg erzählt die Geschichte vom Engländer und dem Schneider, der seine Hose in drei Monaten nicht fertig bekommt: „Poldy Bloom singing a Jewish-Irish-Scottish ballad“ nach dem Ulysses von James Joyce. Als der Engländer ihn ungehalten darauf hinweist, dass Gott die Welt in sechs Tagen geschaffen habe, entgegnet der Schneider, er solle sich die Welt (verächtliche Geste) und seine Hosen (liebevolle Geste) mal ansehen. Hamm unterbricht Nagg wütend, und der alte Mann zieht sich in seine Tonne zurück. Clov untersucht noch einmal Nells Puls, kann aber keine Besserung feststellen.
6. Geschichte. Jetzt will Hamm eine Geschichte erzählen. Da Clov keine Lust darauf hat, soll Nagg den Zuhörer spielen. Der muss jedoch erst geweckt werden und verlangt dann eine Süßigkeit. Hamm verspricht, ihm später eine zu geben. Er erzählt, dass ihn vor langer Zeit zu Weihnachten ein Vater um Brot für seinen Sohn gebeten hatte. Er (Hamm) habe den Mann daraufhin in seine Dienste genommen. Nach der Erzählung verlangt Nagg immer vehementer nach seiner Belohnung. Clov unterbricht das Gespräch, weil er in der Küche eine Ratte gesehen hat. Hamm behauptet, es seien keine Süßigkeiten mehr da.
7. Naggs Monolog. Nagg erinnert sich an Hamms Kindheit. Damals habe sein Sohn ihn noch gebraucht. Er zieht sich in seine Mülltonne zurück und schließt den Deckel.
8. Hamms vorletzter Monolog. Hamm denkt über seine Schwierigkeiten im Umgang mit anderen Menschen nach.
9. Hamms und Clovs Dialog. Hamm bittet Clov um ein Beruhigungsmittel. Es ist jedoch nichts mehr da.
10. „C’est fini, Clov“ und Clovs Vaudeville. Hamm glaubt, dass das Ende nahe ist. Er teilt Clov mit, dass er seine Dienste nicht mehr benötige. Bevor er gehe, solle Clov ihm aber noch ein paar Worte sagen, an die er sich später erinnern könne. Hamm stellt fest, dass Clov jetzt vor seinem Abschied zum ersten Mal mit ihm gesprochen hat. Clov singt ein Vaudeville über einen Vogel, der freigelassen wird, um zur Geliebten seines Besitzers zu fliegen.
11. Clovs letzter Monolog. Clov teilt Hamm mit, dass er nie die Bedeutung von Freundschaft begriffen habe. Jetzt fühle er sich zu alt, um neue Gewohnheiten zu entwickeln. Seine Routine wird sich bis zum Ende nie verändern.
12. Übergang zum Finale. Als Clov sich auf den Weg macht, bedankt sich Hamm bei ihm. Clov bedankt sich ebenfalls. Hamm bittet ihn, ihn als letzte Handlung mit einem Bettlaken zuzudecken.
13. Hamms letzter Monolog. Clov hat inzwischen seinen Mantel und Hut angezogen und steht unbeweglich in der Tür, den Blick auf Hamm gerichtet. Der ist in Gedanken und Erinnerungen versunken und stellt schließlich fest, dass er allein ist.
Das Ende des Romans. Das Endspiel muss Hamm alleine spielen.
14. Epilog.

## Gestaltung
Die Oper benötigt ein großes Orchester von 60 Spielern. Dennoch wird meist lediglich eine Minimalbesetzung eingesetzt. Nur gelegentlich gibt es kurze orchestrale Zwischenspiele. Klanglich dominieren tiefere Instrumente wie Alt- und Bassflöte, Englischhorn, Kontrafagott oder Tuba, gestimmte Schlaginstrumente sowie eine Celesta, ein durchgehend mit Dämpfer gespieltes Pianino, ein Klavier und ein Cymbalom. Die Vokalpartien ähneln ausgedehnten Rezitativen mit nur seltenen lyrischen Stellen. Andrew Clements verglich dies in seiner Rezension im Guardian mit der dramatischen Direktheit Claudio Monteverdis und die kompakte Instrumentierung mit der Kompositionsweise Anton Weberns. Er fand gerade den klanglichen Minimalismus, gegen den die wenigen emotionalen Ausbrüche besonders herausstechen, bezwingend. Christian Wildhagen von der NZZ erinnerte der Vokalstil an Claude Debussys Pelléas et Mélisande und Olivier Messiaens Saint François d’Assise.
Kurtágs Musik orientiert sich genauestens am emotionalen Gehalt des Textes, wobei der Detailgrad bis zu einzelnen Silben und Lauten reicht. Die Musik folge dem Text und dem Gesang „wie ein Schatten oder ein Farbspektrum“, so Moritz Weber von SRF. Das von Posaunen, Cimbalon, Harfe, Pianino, Klavier und Schlagwerk „in die Stille getupfte“ Roundelay der Nell im Prolog nannte Albrecht Thiemann in seiner Rezension für das TheaterMagazin ein „pointillistisches Hörbild der Vergeblichkeit […] aus traumsicher tastenden, leise atmenden Pastelltönen“. Für Clovs darauffolgende, nur minimal instrumentierte Pantomime ist das Tempo nicht festgelegt. In der Mülltonnen-Szene gibt es ein kurzes komisches Kicherduett von Nell und Nagg. Das durchgängige Gefüge von Motiven ist beim Hören nur schwierig zu identifizieren.

## Werkgeschichte
György Kurtágs einzige Oper Fin de partie entstand im Auftrag des Teatro alla Scala Mailand und dessen Intendanten Alexander Pereira. An der Komposition arbeitete er von 2010 bis 2017, nachdem er sich bereits über einen Zeitraum von mehreren Jahrzehnten mit dem Stoff beschäftigt hatte. Kurtág war von Samuel Becketts Drama Endspiel stark beeindruckt, seit er es 1957, dem Jahr der Uraufführung, in Paris gesehen hatte. Nach eigener Aussage hatte er zunächst kaum etwas von dem Stück verstanden, dann aber eine Textausgabe gekauft, die zusammen mit der von Becketts Warten auf Godot seine „Bibel“ wurde. Aufgrund der langen Entstehungszeit wechselte der geplante Uraufführungsort analog zu den verschiedenen Wirkungsstätten Pereiras von Zürich nach Salzburg und schließlich nach Mailand.
Kurtág vertonte Becketts Drama wortgetreu. Seine Librettofassung nutzt ungefähr 60 Prozent des Textes. Er teilte das Werk in kurze Szenen auf und ergänzte Becketts Gedicht „Roundelay“ (‚Rundgesang‘) aus den 1970er Jahren als Prolog.
Die Uraufführung im Teatro alla Scala am 15. November 2018 dirigierte Markus Stenz. Die Inszenierung stammte von Pierre Audi, Bühne und Kostüme von Christof Hetzer und das Lichtdesign von Urs Schönebaum. Die Sänger waren Leonardo Cortellazzi (Nagg), Hilary Summers (Nell), Frode Olsen (Hamm) und Leigh Melrose (Clov). Es handelte sich um eine Koproduktion mit De Nationale Opera Amsterdam. Obwohl einige Zuschauer von dem Werk überfordert waren und den Saal vorzeitig verließen, gab es von der großen Mehrheit lautstarken Beifall. Die Produktion erhielt hervorragende Rezensionen, wurde in der Kritikerumfrage der Zeitschrift Opernwelt mit großem Abstand zur „Uraufführung des Jahres“ gewählt und bei den International Opera Awards 2019 als beste Uraufführung ausgezeichnet. Die Inszenierung wurde anschließend auch an der Nederlandse Opera in Amsterdam und an der Opéra Garnier in Paris gezeigt. Konzertante Aufführungen gab es u. a. am Müpa Budapest, an der Vlaamse Opera Antwerpen, in der Kölner Philharmonie, in der Elbphilharmonie Hamburg und im Rahmen der BBC Proms in der Royal Albert Hall in London.
Auch nach der Uraufführung betrachtete der damals 92-jährige Komponist das Werk noch nicht als abgeschlossen. Er bezeichnete die aufgeführte Partitur daher als eine erste, vorläufige Fassung, als „versione non definitiva“.
Eine Neuinszenierung von Ingo Kerkhof zeigte die Oper Dortmund 2024. Bühne und Kostüme stammten von Anne Neuser. Johannes Kalitzke dirigierte die Dortmunder Philharmoniker. Es sangen Leonardo Cortellazzi (Nagg), Ruth Katharina Peeck (Nell), Frode Olsen (Hamm) und Morgan Moody (Clov). Die Aufführung fand, wie von Beckett für seine Theatervorlage gewünscht, als Kammerspiel in einem „intimen Schutzraum“ statt. Das Publikum fand auf der Hinterbühne des Theaters Platz und konnte das große Orchester auf dem hochgefahrenen Orchestergraben hinter dem eigentlichen Bühnenbereich durch eine Gaze beobachten.
An der Wiener Staatsoper hatte Fin de partie am 16. Oktober 2024 Premiere in einer Inszenierung von Herbert Fritsch. Die musikalische Leitung hatte Simone Young. Die Sänger waren Charles Workman (Nagg), Hilary Summers (Nell), Philippe Sly (Hamm) und Georg Nigl (Clov).
In der Spielzeit 2024/2025 brachte die Staatsoper Unter den Linden in Berlin eine Neuinszenierung heraus. Regisseur war Johannes Erath, die Staatskapelle wurde von Alexander Soddy dirigiert. Die Bühne stammte von Kaspar Glarner, die Kostüme von Birgit Wentsch. Die Premiere fand am 12. Januar 2025 statt. Es sangen Laurent Naouri (Hamm), Bo Skovhus (Clov), Dalia Schaechter (Nell) und Stephan Rügamer (Nagg).

## Aufnahmen
- 15. November 2018 – Markus Stenz (Dirigent), Chor und Orchester des Teatro alla Scala Mailand.
 Leonardo Cortellazzi (Nagg), Hilary Summers (Nell), Frode Olsen (Hamm), Leigh Melrose (Clov).
 Mitschnitt der Uraufführung im Teatro alla Scala Mailand.
 Radio-Übertragung.[14]